# Iowa (album)
Iowa – drugi album studyjny amerykańskiego zespołu muzycznego Slipknot. Został wydany 28 sierpnia 2001 roku nakładem Roadrunner Records. Za polskie wydanie albumu odpowiadała wytwórnia Metal Mind Records. Tytuł albumu pochodzi od nazwy rodzinnego stanu członków zespołu, Iowa. Jest pierwszym albumem studyjnym Slipknota nagranym z pełnym udziałem gitarzysty Jamesa Roota, który dołączył do zespołu w trakcie nagrywania debiutanckiego albumu i zagrał tylko w dwóch utworach pochodzących z tego wydawnictwa. Przez różne muzyczne media jest powszechnie uważany za najmroczniejszy, najcięższy i najbardziej brutalny album w dorobku zespołu.
Album odniósł niemały sukces sprzedażowy, plasując się w pierwszej dziesiątce list przebojów w wielu krajach – zajął m.in. 1. miejsce na brytyjskiej i irlandzkiej liście przebojów, 2. na australijskiej liście przebojów oraz 3. na fińskiej liście przebojów. Na polskiej liście przebojów osiągnął natomiast 7. miejsce. Wysoko uplasował się także na dwóch listach tygodnika Billboard: na 1. na liście Billboard Canadian Albums i na 3. na liście Billboard 200. Doczekał się przy tym statusu platynowej płyty w Kanadzie, Stanach Zjednoczonych i Wielkiej Brytanii. Generalnie spotkał się z pozytywnym przyjęciem ze strony krytyków i trafiał na różne, tworzone przez dziennikarzy mediów muzycznych listy najlepszych albumów, gdzie na ogół osiągał czołowe pozycje, m.in. 1. miejsce na liście 100 najlepszych albumów XXI wieku (100 Greatest Albums of 21st Century) brytyjskiego czasopisma Metal Hammer. Oba oficjalne single z albumu były nominowane do nagrody Grammy w kategorii Best Metal Performance.

## Nagrywanie i produkcja
Prace nad albumem zostały zapoczątkowane w listopadzie 2000 roku, kiedy Slipknot zakończył swoją pierwszą międzynarodową trasę koncertową. Większość członków zespołu postanowiła zrobić sobie wówczas przerwę w działalności, lecz perkusista Joey Jordison i basista Paul Gray udali się do domu brata Graya, aby zacząć tworzyć muzykę na nowe wydawnictwo. Jordison i Gray zajęli się także napisaniem większości tekstów do utworów z albumu. 17 stycznia 2001 roku rozpoczęły się sesje nagraniowe nowego materiału w studiu Sound City Studios w Los Angeles przy udziale producenta Rossa Robinsona, który wcześniej wyprodukował debiutancki album Slipknota. Podczas nagrań zespół był zakwaterowany w skupisku apartamentów na wynajem krótkoterminowy (serviced apartments) w Oakwood, jednej z jednostek administracyjnych Los Angeles, leżącej niedaleko Hollywood. Sesje nagraniowe dobiegły końca na początku kwietnia 2001 roku.

Proces nagrywania albumu od początku przebiegał w burzliwej atmosferze, a okres, w którym miał miejsce jest uznawany za najgorszy i najmroczniejszy w historii zespołu. Joey Jordison w wywiadzie dla magazynu Drum! z 2008 roku scharakteryzował go krótko i dosadnie: „Wtedy wdaliśmy się w wojnę”. Wpływ na taki stan rzeczy miały nieporozumienia między członkami zespołu i problemy natury osobistej niektórych z nich, zwiększająca się presja ze strony wytwórni muzycznej i managementu, aby nowy album był pełen przebojów na miarę „Wait and Bleed” i „Spit It Out”, pochodzących z pierwszego wydawnictwa, napięte relacje z menedżerami oraz częste urządzanie przez muzyków imprez obfitujących w alkohol i narkotyki, co pogłębiało ich uzależnienie od tych substancji. W kolejnych latach członkowie zespołu niejednokrotnie udzielali muzycznym mediom wywiadów, w których opisywali trudności, z jakimi musieli się mierzyć przy nagrywaniu albumu. Grający na instrumentach perkusyjnych Shawn „Clown” Crahan tak wspominał proces nagrywania: 

Nagrywanie Iowa było cholernym piekłem. Chciałem się zabić. Były prochy, dziwki, rock ’n’ roll, całe to gówno. Ludzie wtedy wiele od nas oczekiwali. Utwór „People = Shit” był naszym sposobem na to, by powiedzieć: „Odpierdolcie się i zostawcie nas w spokoju”.

 

Natomiast w wywiadzie dla magazynu Revolver z 2008 roku stwierdził: 

Kiedy robiliśmy Iowa, nienawidziliśmy się. Nienawidziliśmy świata; świat nienawidził nas.

 

Wokalista Corey Taylor tak odnosił się do czasów nagrywania albumu: 

W Iowa nie było niczego szczęśliwego. Nagle staliśmy się gwiazdami metalu, a naprawdę nie planowaliśmy tego… Wszyscy daliśmy się wciągnąć w ten styl życia i problemy, które szły z nim w parze. Na początku Iowa zapadła ciemność, której nikt z nas do końca nie rozpoznał.

 

Z kolei w rozmowie z serwisem Loudwire z 2008 roku opisał tamten okres następująco: 

Rozpadaliśmy się, gdy nagrywaliśmy ten album. Byłem w cholernym zamęcie, człowieku. Dużo piłem. Byłem w związku, który nie był dla mnie dobry i nie chciałem wówczas zdać sobie z tego sprawy. Wyjechaliśmy do Los Angeles i naprawdę zacząłem chlać oraz romansować. Robiłem wszystko, co mogłem, żeby poczuć się dobrze, bo wszystko było naprawdę złe. Dużo jadłem, przybierałem na wadze. Nie czułem nic poza nieszczęściem.

James Root, gitarzysta Slipknota, również podzielił się z Loudwire swoimi odczuciami z okresu nagrywania albumu: 

Jestem dość skryty i dobrze ukrywam swoje uzależnienia od narkotyków. Ale kiedy robiliśmy Iowa, całymi dniami nie spałem, imprezując, a potem doznałem załamania.

 

Grający na instrumentach perkusyjnych Chris Fehn w wywiadzie dla magazynu Revolver tak odniósł się do nagrywania Iowa: 

Przedtem wszyscy naprawdę ciężko pracowaliśmy, ale teraz imprezujemy mocniej, dostaliśmy trochę drobnych i możemy pozwolić sobie na pewne prochy, na które wcześniej nie było nas stać. Zrobiło się dziwacznie i nie sądziłem, że będziemy mogli sobie z tym poradzić.

 

Także w rozmowie z Revolver gitarzysta Mick Thomson dał do zrozumienia, że w zespole w czasie tworzenia albumu panowały również podziały: 

Byłem zdegustowany tymi z nas, którzy zostali wessani w ten świat seksu i narkotyków. Ja nie spędzałem czasu w garderobie i nie uganiałem się za kobietami każdego wieczoru. Przepraszam. Nie moja sprawa. Po prostu unikałem ludzi.

Iowa jest pierwszym albumem studyjnym Slipknota nagranym z pełnym udziałem gitarzysty Jamesa Roota, który dołączył do zespołu w trakcie nagrywania poprzedniego albumu i zagrał tylko w dwóch utworach pochodzących z tego wydawnictwa. Tuż przed rozpoczęciem produkcji albumu Ross Robinson uległ wypadkowi podczas jazdy motocyklem motocrossowym, w wyniku którego doznał złamania kręgosłupa. Zdarzenie to nie wpłynęło w ogóle na jego pracę dla zespołu, do której wrócił już następnego dnia po nim, jednak przez większość okresu produkcji albumu poruszał się na wózku inwalidzkim. Podczas nagrywania kończącego album utworu „Iowa” Corey Taylor rozebrał się do naga w pomieszczeniu do nagrywania wokalu i dokonał samookaleczenia przy pomocy znalezionego w studiu szkła, co z kolei doprowadziło go do wymiotów. Poprzez zadanie sobie fizycznego bólu Taylor chciał uzyskać tak brutalny i intensywny wokal, jaki tylko mógł.

## Wydanie i promocja
9 maja 2001 roku rozpoczęła się promująca nadchodzące wydawnictwo europejska trasa koncertowa Slipknota, Kill The Industry, będąca pierwszą częścią międzynarodowej trasy Iowa World Tour. Trwała ona do 2 czerwca, a po siedmiu dniach rozpoczęła się północnoamerykańska część, Ozzfest 2001, zakończona 12 sierpnia. 14 września 2001 roku miała natomiast rozpocząć się stanowiąca trzecią część Iowa World Tour amerykańska trasa Pledge of Allegiance, którą Slipknot miał odbywać wraz z zespołem System of a Down, a dodatkowo miały także brać w niej udział zespoły Rammstein, American Head Charge i Mudvayne, jednak z powodu zamachów terrorystycznych z 11 września 2001 roku pierwszy koncert z tej trasy odbył się dopiero 21 września (ostatni – 31 października). W sumie trasa Iowa World Tour składała się z sześciu części, a ostatni koncert ostatniej części i zarazem całej trasy miał miejsce 29 sierpnia 2002 roku.
Początkowo premiera albumu planowana była na 19 czerwca 2001 roku i miała być poprzedzona pięciodniową rozgrzewkową trasą koncertową, jednak z powodu opóźnienia w miksowaniu data premiery została przełożona, a rozgrzewkową trasę odwołano. Ostatecznie album został wydany na CD 28 sierpnia 2001 roku nakładem Roadrunner Records. W tym samym dniu ukazał się także w Polsce na kasecie za sprawą Metal Mind Records. Oprócz Polski wydanie kasetowe albumu ukazało się jeszcze m.in. w Czechach (nakładem Globus Music), Węgrzech, Tajlandii, Indonezji i Stanach Zjednoczonych. W 2001 roku Roadrunner Records wydało także album na winylu w Europie i w Stanach Zjednoczonych.
Kilka miesięcy przed wydaniem Iowa zespół zainicjował akcję polegającą na bezpłatnym rozdaniu kopii promocyjnego singla CD z pochodzącym z albumu utworem „The Heretic Anthem” pierwszym 666 osobom, które odwiedziły stronę internetową wytwórni Roadrunner Records tuż po tym, jak akcja została ogłoszona. Natomiast oficjalnymi singlami promującymi album były „Left Behind”, wydany 29 października 2001 roku i „My Plague”, wydany 8 lipca 2002 roku w zremiksowanej przez Terry’ego Date’a wersji New Abuse Mix, która wcześniej trafiła na ścieżkę dźwiękową filmu Resident Evil.

## Odbiór

### Krytyczny
| Oceny łączne                      | Oceny łączne |
| Publikacja                        | Ocena        |
| --------------------------------- | ------------ |
| Album of the Year                 | 66/100       |
| Metacritic                        | 68/100       |
| Recenzje                          |              |
| Publikacja                        | Ocena        |
| AllMusic                          | [ 3 ]        |
| Alternative Press                 | [ 4 ]        |
| Dotmusic                          | [ 31 ]       |
| Drowned in Sound                  | 7/10         |
| Entertainment Weekly              | C-           |
| laut.de                           | [ 34 ]       |
| Los Angeles Times                 | [ 35 ]       |
| NME                               | [ 36 ]       |
| Playlouder                        | [ 37 ]       |
| Q                                 | [ 4 ]        |
| Rolling Stone                     | [ 38 ]       |
| The New Rolling Stone Album Guide | [ 39 ]       |
| rockmetal.pl                      | 9/10         |
| RTÉ                               | [ 4 ]        |
| Sputnikmusic                      | 4.0/5        |

Album Iowa generalnie spotkał się z pozytywnym przyjęciem ze strony recenzentów. W agregatorze Metacritic uzyskał 68/100 punktów na podstawie 9 recenzji krytycznych.
Jason Birchmeier z serwisu AllMusic przyznał albumowi 3 gwiazdki na 5 możliwych i stwierdził: „Chociaż nie jest tak komercyjnie opłacalny jak bardziej prosty album Slipknot, Iowa jest bardziej interesujący do słuchania, jest czymś, co otacza się cieniem amerykańskiego gotyku i pozostawia cię później zaniepokojonym.”. Magazyn Alternative Press dał wydawnictwu 3,5 gwiazdki na 5, a wrażenia ze słuchania albumu tak określił: „To tak, jakby mieć założoną na głowę plastikową torbę przez godzinę, podczas gdy Szatan używa twojej moszny jako worka treningowego... To jest poza granicami zdrowego rozsądku...skończysz ze szwami.”. Victoria Segal z magazynu NME oceniła album na 4 gwiazdki na 5 i dodała: „Ludzie mogą być równani z gównem, ale czasami zależy im na tyle, żeby nagrywać płyty tak ekscytujące, tak brutalne i tak dobre.”. Według Davida Frickego z czasopisma Rolling Stone album zasłużył na 4 na 5 gwiazdek i „jest nie tylko pierwszym wspaniałym wydawnictwem ery nu metalu – jest czymś jeszcze lepszym. Faktycznie, drugi album Slipknota może być jedynym reprezentującym podgatunek dziełem w swoich czasach, które za pięć czy dziesięć lat nazwiemy „klasycznym” z tym samym wyrażającym zachwyt oddechem, jaki rezerwujemy dla wczesnych dokonań Black Sabbath, Master of Puppets Metalliki i Rage Against the Machine zespołu o tej samej nazwie.”. John Mulvey z serwisu Dotmusic ocenił album na 4 gwiazdki na 5 i dodał: „Oni stanowią ewolucyjną ślepą uliczkę, ostateczny i absolutny triumf nu metalu. Nikt nie jest i prawdopodobnie nigdy nie będzie tak bardzo gwałtowny, hałaśliwy, odrażający, torturowany, teatralny, absurdalny i cholernie imponujący jak Slipknot stał się na Iowa.”. Tom Sinclair z magazynu Entertainment Weekly wystawił albumowi ocenę C- i niezbyt przychylnie stwierdził, że Iowa „to niemal bezlitośnie brutalna płyta, która – jak większość nu metalu – często wydaje się być parodią samej siebie.”. Dostrzegł jednak też pozytywne strony albumu: „Jedyny moment, kiedy robi się naprawdę interesująco następuje wtedy, gdy chłopaki zwalniają, jak np. w koszmarnej narkotykowej balladzie „Gently” czy w kosmicznym 15-minutowym utworze tytułowym, który brzmi jak hybryda „Planet Caravan” Black Sabbath i „We Will Fall” The Stooges. Graham Reed ze strony internetowej Drowned in Sound ocenił album na 7/10 i uznał go za „jeden z najbardziej błyskawicznych, a jednocześnie niekomercyjnych albumów metalowych, jakie kiedykolwiek ukazały się mainstreamowym słuchaczom.”.  William Luff z serwisu Playlouder dał wydawnictwu ocenę 4 gwiazdki na 5 i dodał: „Iowa to fantastyczna metalowa płyta, dzika i pomysłowa, a wściekłość zespołu jest raczej typowa dla psychotycznych młodzieńców niż rozumnych dorosłych.”.
Album znalazł się na dwóch listach serwisu Loudwire: w 2011 roku na liście 11 najlepszych albumów metalowych 1. dekady XXI wieku (Top 11 Metal Albums of the 2000s), na której zajął 2. miejsce i w 2023 roku na liście 100 najlepszych albumów rockowych i metalowych XXI wieku (The 100 Best Rock + Metal Albums of the 21st Century), na której zajął 5. miejsce. W 2016 roku Iowa zajął 1. miejsce na liście 100 najlepszych albumów XXI wieku (100 Greatest Albums of 21st Century) brytyjskiego czasopisma Metal Hammer, sporządzonej na podstawie wyników plebiscytu zorganizowanego z udziałem czytelników, krytyków i zaproszonych zespołów. Lista ukazała się w 286. numerze Metal Hammera. W 2017 roku wydawnictwo znalazło się na 50. miejscu listy 100 najlepszych albumów metalowych wszech czasów (The 100 Greatest Metal Albums of All Time) amerykańskiego czasopisma Rolling Stone, stworzonej przez zebrany przez redakcję internetowej odsłony czasopisma zespół publicystów zajmujących się muzyką metalową.

### Komercyjny
Wskutek zamachów z 11 września 2001 roku, które miały miejsce kilka tygodni po premierze albumu Iowa, muzyka Slipknota, podobnie zresztą jak muzyka innych zespołów metalowych, przez długi czas po nich była nieobecna w stacjach radiowych oraz w telewizji MTV, która wcześniej obiecała Slipknotowi dużą promocję pierwszego oficjalnego singla z albumu, „Left Behind”. Wydarzenia te wpłynęły także na początkową sprzedaż albumu. Jak sam Corey Taylor powiedział serwisowi The Ringer: 

To z czego ludzie nie zdają sobie sprawy to fakt, że pomimo swojej popularności ten album się nie sprzedawał. Ten album w ogóle się nie sprzedawał po 11 września. Wszyscy czuliśmy, że jeśli jest się zespołem grającym ciężką muzykę, to z całą mocą odbija się na tobie to, co stało się 11 września. Więc nie tylko nie byliśmy w stanie opłakiwać swojego kraju z powodu tego, co się stało, ale teraz zadawaliśmy też sobie pytanie: „Jezu Chryste, co mamy robić?”.

W końcu jednak sprzedaż w Stanów Zjednoczonych nabrała rozpędu i ludzie zaczęli nawet znajdować pocieszenie w katharsis, jakie przyniósł im album. Według danych z kwietnia 2002 roku album sprzedał się w nakładzie 726 388 egzemplarzy na terenie USA.
Album zajął 1. miejsce na brytyjskiej i irlandzkiej liście przebojów, 2. na australijskiej liście przebojów oraz 3. na fińskiej liście przebojów. Na polskiej liście przebojów zajął natomiast 7. miejsce. Wysoko uplasował się także na dwóch listach tygodnika Billboard: na 1. na liście Billboard Canadian Albums i na 3. na liście Billboard 200. 5 września 2001 roku, 10 października 2001 roku i 23 marca 2018 roku album otrzymał platynowy certyfikat od, odpowiednio, kanadyjskiej, amerykańskiej i brytyjskiej organizacji przemysłu muzycznego. Złotym certyfikatem natomiast album został nagrodzony m.in. przez organizację belgijską (21 września 2001 roku), francuską (16 kwietnia 2002 roku) i niemiecką (w 2010 roku).
Oba oficjalne single z albumu, „Left Behind” i „My Plague”, były nominowane do nagrody Grammy w kategorii Best Metal Performance: pierwszy na 44., zaś drugi na 45. ceremonii wręczenia tych nagród

## Oprawa graficzna
Okładka albumu przedstawia ukazaną od przodu głowę kozy. Podstawowa wersja okładki utrzymana jest w kontrastującej jasno-ciemnej kolorystyce, jednak niektóre wydania albumu (np. europejskie o numerze seryjnym 12 085642) miały okładkę w wersji charakteryzującej się czerwoną kolorystyką. Istniała też okładka o prawie jednolitej, bardzo ciemnej kolorystyce.
Shawn Crahan w rozmowie z magazynem Metal Hammer z okazji 20. rocznicy wydania albumu wyjawił, że koza na okładce miała na imię Eeyore (pol. „Kłapouchy”) – wcześniej zespół zatytułował tak ukryty utwór dołożony do zamykającej pierwszy album piosenki „Scissors”. Crahan opisał także okoliczności powstania okładki: 

Mój mentor, dzięki któremu zainteresowałem się fotografią, Stefan Seskis, zrealizował okładkę pierwszego albumu, a ja wpadłem na pomysł i naprawdę bardzo chciałem zrealizować okładkę drugiego albumu, ale po prostu nie mogłem podołać temu zadaniu. Któregoś dnia podałem mu [Stefanowi Seskisowi] kozę. Przyszedłem do studia później tego samego dnia, a on zrobił pięć lub sześć zdjęć. To były Polaroidy. Pamiętam, że byłem bardzo sfrustrowany i nie mogłem uwierzyć, że udało mu się zrobić to cholerne zdjęcie. Powiedziałem: „Wykonałem setki zdjęć temu bękartowi i nie mogłem tego zrobić dobrze”.

Rocznicowe wydanie albumu z 2011 roku, 10th Anniversary Edition, miało okładkę ze zdjęciem boku głowy martwej kozy, zawieszonej na gwoździach wbitych w drewnianą ścianę.
Shawn Crahan był autorem zdjęć zamieszczonych w książeczce dołączonej do albumu.

## Muzyka i teksty
Fachowe źródła klasyfikują muzykę zawartą na albumie Iowa przede wszystkim jako reprezentującą nu metal, ponadto przypisują jej też przynależność do innych powstałych pod koniec XX wieku podgatunków heavy metalu, tj. metal alternatywny, rap metal i groove metal. Można jednak spotkać się też z opiniami, że na albumie obecne są również wpływy industrialne, hardcore’owe i extrememetalowe (deathmetalowe). Przez różne branżowe media Iowa jest powszechnie uważany za najmroczniejszy, najcięższy i najbardziej brutalny album w dorobku Slipknota. Jako przykłady najcięższych brzmień muzycznych na albumie podawane są pochodzące z niego takie utwory, jak „People = Shit”, „Disasterpiece” i „The Heretic Anthem”. Przy tworzeniu albumu zespół położył jednak także niemały nacisk na melodię, co popierane jest przykładem utworów „My Plague”, „Left Behind”, „Everything Ends” i „The Shape”.
Utworem otwierającym album jest „(515)”, będący odzwierciedleniem reakcji turntablisty Sida Wilsona na śmierć swojego dziadka, która nastąpiła w trakcie nagrywania albumu Iowa. Wilson próbował wrócić do swojego rodzinnego miasta, Des Moines, aby ostatni raz pożegnać się ze zmarłym krewnym, jednak okazało się to być niemożliwe. Utwór zawiera okrzyki żalu i traumy Wilsona, spośród których przebija się słowo „Death” (pol. „Śmierć”). Tytuł utworu jest telefonicznym numerem kierunkowym w centralnej części rodzinnego stanu muzyków zespołu, Iowa.
Na albumie znalazły się dwa nagrane na nowo utwory pochodzące z wydanego w 1996 roku albumu demo Slipknota, Mate. Feed. Kill. Repeat.: „Gently” i „Killers Are Quiet”. Oba zostały przy tym w pewnym stopniu przerobione pod kątem tekstowym, a drugi z nich dodatkowo przemianowano na „Iowa”.
W warstwie tekstowej Iowa podąża za stylem lirycznym, który Corey Taylor ustanowił na debiutanckim albumie Slipknota i który uwzględnia silne użycie metafor do opisania mrocznych tematów, tj. mizantropia, solipsyzm, wstręt, gniew, niezadowolenie, psychoza i odrzucenie.

## Lista utworów
Opracowano na podstawie materiału źródłowego.
| Nr  | Tytuł utworu         | Długość |
| --- | -------------------- | ------- |
| 1.  | „(515)”              | 0:59    |
| 2.  | „People equal Shit”  | 3:35    |
| 3.  | „Disasterpiece”      | 5:08    |
| 4.  | „My Plague”          | 3:40    |
| 5.  | „Everything Ends”    | 4:14    |
| 6.  | „The Heretic Anthem” | 4:14    |
| 7.  | „Gently”             | 4:54    |
| 8.  | „Left Behind”        | 4:01    |
| 9.  | „The Shape”          | 3:37    |
| 10. | „I Am Hated”         | 2:37    |
| 11. | „Skin Ticket”        | 6:41    |
| 12. | „New Abortion”       | 3:36    |
| 13. | „Metabolic”          | 3:59    |
| 14. | „Iowa”               | 15:03   |
|     |                      | 1:06:18 |

| Utwór dodatkowy – edycja japońska | Utwór dodatkowy – edycja japońska | Utwór dodatkowy – edycja japońska |
| Nr                                | Tytuł utworu                      | Długość                           |
| --------------------------------- | --------------------------------- | --------------------------------- |
| 1.                                | „Liberate (Live)”                 | 4:25                              |

| Utwór dodatkowy – 10th Anniversary Edition | Utwór dodatkowy – 10th Anniversary Edition | Utwór dodatkowy – 10th Anniversary Edition |
| Nr                                         | Tytuł utworu                               | Długość                                    |
| ------------------------------------------ | ------------------------------------------ | ------------------------------------------ |
| 1.                                         | „My Plague (New Abuse Mix)”                | 3:03                                       |

Wydanie rozszerzone 10th Anniversary Edition – CD 2 (Disasterpieces (Live at London Arena, 2002))
| Nr  | Tytuł utworu         | Długość |
| --- | -------------------- | ------- |
| 1.  | „(515)”              | 4:04    |
| 2.  | „People equal Shit”  | 3:36    |
| 3.  | „Liberate”           | 3:37    |
| 4.  | „Left Behind”        | 3:38    |
| 5.  | „Eeyore”             | 2:38    |
| 6.  | „Disasterpiece”      | 5:22    |
| 7.  | „Purity”             | 5:26    |
| 8.  | „Gently”             | 4:35    |
| 9.  | „Eyeless”            | 4:57    |
| 10. | „Drum Solo”          | 3:59    |
| 11. | „My Plague”          | 3:47    |
| 12. | „New Abortion”       | 4:22    |
| 13. | „The Heretic Anthem” | 4:59    |
| 14. | „Spit It Out”        | 7:44    |
| 15. | „Wait and Bleed”     | 3:27    |
| 16. | „742617000027”       | 1:44    |
| 17. | „(sic)”              | 4:21    |
| 18. | „Surfacing”          | 5:34    |
|     |                      | 1:17:50 |

Wydanie rozszerzone 10th Anniversary Edition – DVD
| Nr | Tytuł utworu                                          | Długość |
| -- | ----------------------------------------------------- | ------- |
| 1. | „Goat” (film dokumentalny w reżyserii Shawna Crahana) | 1:01:13 |
| 2. | „Left Behind”                                         | 3:36    |
| 3. | „My Plague”                                           | 2:56    |
| 4. | „People equal Shit (Live)”                            | 3:36    |
| 5. | „The Heretic Anthem (Live)”                           | 4:01    |
|    |                                                       | 1:15:22 |

## Twórcy
Opracowano na podstawie materiału źródłowego.
Zespół Slipknot w składzie
- (#8) Corey Taylor – wokal
- (#7) Mick Thomson – gitara
- (#6) Shawn „Clown” Crahan – instrumenty perkusyjne, wokal wspierający
- (#5) Craig „133” Jones – sampler
- (#4) James Root – gitara
- (#3) Chris Fehn – instrumenty perkusyjne, wokal wspierający
- (#2) Paul Gray – gitara basowa
- (#1) Joey Jordison – perkusja
- (#0) Sid Wilson – gramofon (turntablizm)

Produkcja
- Slipknot – muzyka, teksty, aranżacje, produkcja muzyczna
- Sid Wilson – tekst utworu „(515)”
- Shawn „Clown” Crahan – tekst utworu „Gently”, kierownictwo kreatywne, fotografie
- Ross Robinson – produkcja muzyczna
- Mike Fraser – inżynieria
- Steve Sisco – inżynieria dodatkowa
- Andy Wallace – miksowanie
- Steve Richards – produkcja wykonawcza
- Monte Conner – A&R
- George Marino – mastering
- t42design – kierownictwo artystyczne, projekt graficzny
- Stefan Seskis – fotografie
- Neil Zlozower – fotografie zespołu

## Notowania na listach przebojów
| Lista (2001)                                   | Pozycja |
| ---------------------------------------------- | ------- |
| Australia (ARIA)                               | 2       |
| Austria (Ö3 Austria Top 40)                    | 8       |
| Belgia (Ultratop Flandria)                     | 4       |
| Belgia (Ultratop Walonia)                      | 7       |
| Dania (Hitlisten)                              | 19      |
| Finlandia (Suomen virallinen lista)            | 3       |
| Francja (SNEP)                                 | 7       |
| Holandia (Album Top 100)                       | 15      |
| Irlandia (IRMA)                                | 1       |
| Kanada (Billboard Canadian Albums (Billboard)) | 1       |
| Niemcy (Offizielle Top 100)                    | 4       |
| Norwegia (VG-lista)                            | 12      |
| Nowa Zelandia (Recorded Music NZ)              | 5       |
| Polska (OLiS)                                  | 7       |
| Stany Zjednoczone (Billboard 200 (Billboard))  | 3       |
| Szwajcaria (Alben Top 100)                     | 13      |
| Szwecja (Sverigetopplistan)                    | 10      |
| Węgry (Album Top 40 slágerlista)               | 13      |
| Wielka Brytania (UK Albums Chart)              | 1       |
| Włochy (FIMI)                                  | 5       |

| Lista (2001)                                  | Pozycja |
| --------------------------------------------- | ------- |
| Kanada (Albums, Nielsen SoundScan)            | 99      |
| Stany Zjednoczone (Billboard 200 (Billboard)) | 150     |
| Wielka Brytania (UK Albums Chart)             | 128     |

| Lista (2002)                                   | Pozycja |
| ---------------------------------------------- | ------- |
| Kanada (Alternative Albums, Nielsen SoundScan) | 158     |
| Kanada (Metal Albums, Nielsen SoundScan)       | 78      |

| Lista (2011)                  | Pozycja |
| ----------------------------- | ------- |
| Japonia (Oricon Albums Chart) | 39      |

| Lista (2022)     | Pozycja |
| ---------------- | ------- |
| Portugalia (AFP) | 22      |

| Lista (2022)     | Pozycja |
| ---------------- | ------- |
| Portugalia (AFP) | 22      |

## Certyfikaty
| Region                   | Certyfikat | Sprzedaż  |
| ------------------------ | ---------- | --------- |
| Australia (ARIA)         | złoto      | 35 000    |
| Belgia (BEA)             | złoto      | 25 000    |
| Europa (IMPALA)          | platyna    | 500 000   |
| Francja (SNEP)           | złoto      | 50 000    |
| Holandia (NVPI)          | złoto      | 30 000    |
| Japonia (RIAJ)           | złoto      | 100 000   |
| Kanada (Music Canada)    | platyna    | 100 000   |
| Niemcy (BVMI)            | złoto      | 150 000   |
| Stany Zjednoczone (RIAA) | platyna    | 1 000 000 |
| Wielka Brytania (BPI)    | platyna    | 300 000   |